# Pajep Tjuolmajaure
Pajep Tjuolmajaure, Noord-Samisch: Bajit Cuolmmajávri, is een meer in het noorden van Zweden, dicht bij de grens met Noorwegen. Het meer ligt in de gemeente Kiruna op zo’n 700 meter hoogte boven zeeniveau. Het water in het meer komt van de bergen in de omgeving en stroomt via een zijrivier naar de Tavvarivier en verder naar de Lainiorivier.
afwatering: meer Pajep Tjuolmajaure → Tavvarivier → Lainiorivier → Torne → Botnische Golf